# Jan Chrzciciel (imię)
Jan Chrzciciel (Jan Baptysta) – imię męskie tradycyjnie występujące w parze, nadawane na cześć proroka Jana Chrzciciela (łac. Iohannes Baptista).

## Osoby noszące to imię
- Jan Chrzciciel Albertrandi – sufragan warszawski, jezuita
- Jan Śniadecki – polski uczony

Święci i błogosławieni noszący to imię:
- św. Jan Chrzciciel Chŏn Chang-un – męczennik koreański
- św. Jan Chrzciciel de la Salle – założyciel braci szkolnych
- św. Jan Chrzciciel Luo Tingyin – męczennik chiński
- św. Jan Chrzciciel Nam Chong-sam – męczennik koreański
- św. Jan Chrzciciel Wu Mantang – męczennik chiński
- św. Jan Chrzciciel Yi Kwang-nyŏl – męczennik koreański
- św. Jan Chrzciciel Zhao Mingxi – męczennik chiński
- św. Jan Chrzciciel Zhu Wurui – męczennik chiński
- bł. Jan Chrzciciel Bottex – męczennik francuski
- bł. Jan Chrzciciel Fouque – francuski ksiądz
- bł. Jan Chrzciciel Piamarta - włoski kapłan, założyciel instytutu dell'Istituto Artigianelli i Towarzystwa Najświętszej Rodziny z Nazaretu dla młodzieży w Brescii
- bł. Jan Chrzciciel  Scalabrini - biskup Piacenzy
- bł. Jan Chrzciciel Machado - jezuita, męczennik japoński
- bł. Jan Chrzciciel (Indianin) – męczennik z plemienia Zapoteków
- bł. Jan Chrzciciel Faubel Cano – hiszpański męczennik
- bł. Jan Chrzciciel Souzy – męczennik rewolucji francuskiej

## język angielski–John Baptist
- John Baptist Bashobora – ugandyjski charyzmatyk, teolog katolicki

## język francuski–Jean-Baptiste
- Jean Baptiste Bernadotte – (Karol XIV Jan Bernadotte) król Szwecji i Norwegii;
- Jean-Baptiste Biot – fizyk, matematyk i astronom;
- Jean-Baptiste Carpeaux – rzeźbiarz;
- Jean-Baptiste Colbert – minister finansów Ludwika XIV;
- Jean-Baptiste Dubois de Jancigny – francuski krytyk literacki, działacz kulturalny w Polsce;
- Jean Baptiste Joseph Fourier – matematyk;
- Jean-Baptiste de Lamarck – biolog;
- Jean-Baptiste Lully – kompozytor;
- Jean-Baptiste Alfred Pérot – francuski fizyk;
- Jean Baptiste Perrin – fizyk, laureat nagrody Nobla w 1926;
- Jean Baptiste Point du Sable – pierwszy osadnik w miejscu, gdzie obecnie położone jest miasto Chicago;
- Jean Baptiste Racine – dramatopisarz okresu baroku;
- Jean-Baptiste Say – ekonomista i przedsiębiorca, formulator prawa Saya;
- Jean-Baptiste Thibault – misjonarz katolicki.

## język duński–Hans Christian
- Hans Christian Andersen – pisarz;
- Hans Christian Gram – bakteriolog;
- Hans Christian Ørsted – fizyk.

## język włoski–Giovanni Battista
lub: Giambattista, Gianbattista, Giovanbattista 
- Giovanni Battista Belzoni – podróżnik i badacz starożytności;
- Giambattista Cima da Conegliano – malarz z okresu renesansu;
- Giovanni Battista Gisleni – architekt, scenograf i muzyk doby baroku;
- Giambattista Marino – poeta z okresu baroku;
- Giovanni Battista Montini – papież Paweł VI;
- Giovanni Battista Morgagni – anatom i patomorfolog;
- Giambattista Lolli – szachista i teoretyk szachowy;
- Giovanni Battista Pergolesi – kompozytor, skrzypek i organista epoki baroku;
- Giovanni Battista Piranesi – grafik i architekt;
- Giovanni Battista di Quadro – architekt;
- Giovanni Battista Re – duchowny katolicki, wysoki urzędnik Kurii Rzymskiej, kardynał;
- Giovanni Battista Sammartini –  kompozytor, organista, kapelmistrz i nauczyciel;
- Giovanni Battista Tiepolo – wenecki malarz epoki baroku;
- Giovanni Battista Venturi – fizyk;
- Giambattista Vico – filozof i historiozof.

## język portugalski–João Baptista
- João Baptista de Oliveira Figueiredo – brazylijski generał i polityk, prezydent